# Gunnera pittieriana
Gunnera pittieriana là một loài thực vật có hoa trong họ Dương nhị tiên. Loài này được V.M.Badillo & Steyerm. mô tả khoa học đầu tiên năm 1973.